# Konkordienplatz

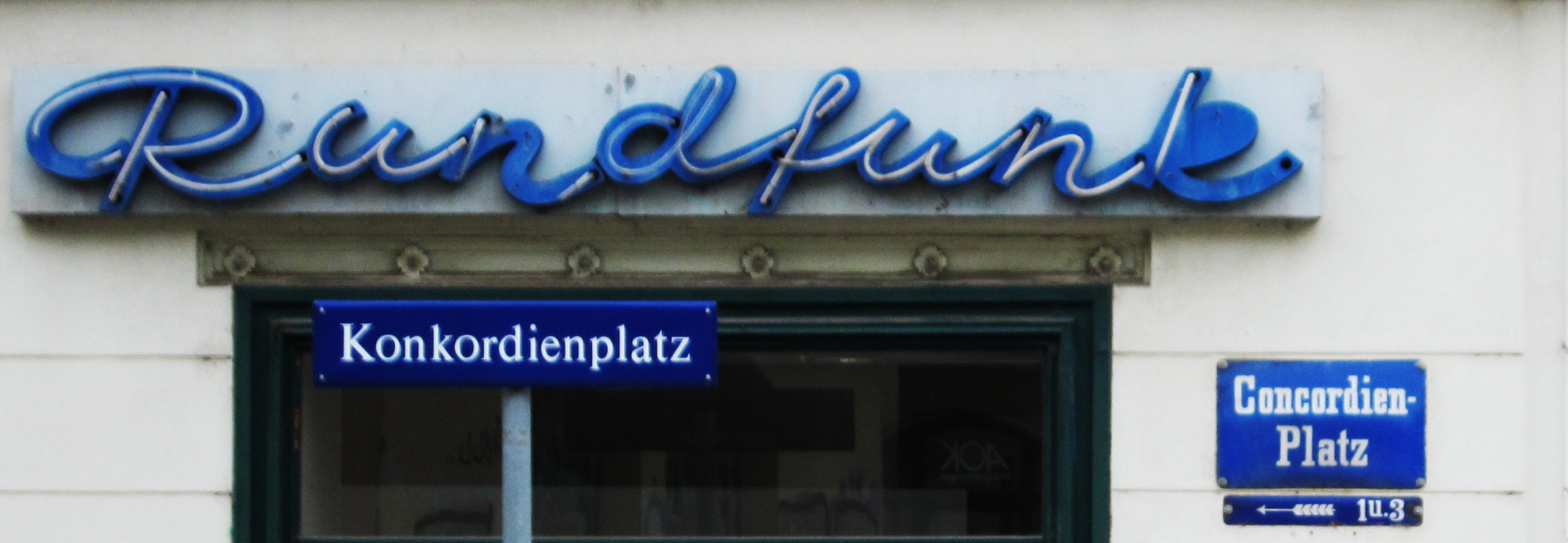
Konkordienplatz Dresden-Pieschen

Der Konkordienplatz liegt im Stadtteil Dresden-Pieschen zwischen der Oschatzer Straße und Rosa-Steinhart-Straße an der Konkordienstraße und wurde nach dieser benannt. Seit 1893 trug er den Namen Concordienplatz und wie die Straße ab 1906 die heutige Schreibweise.

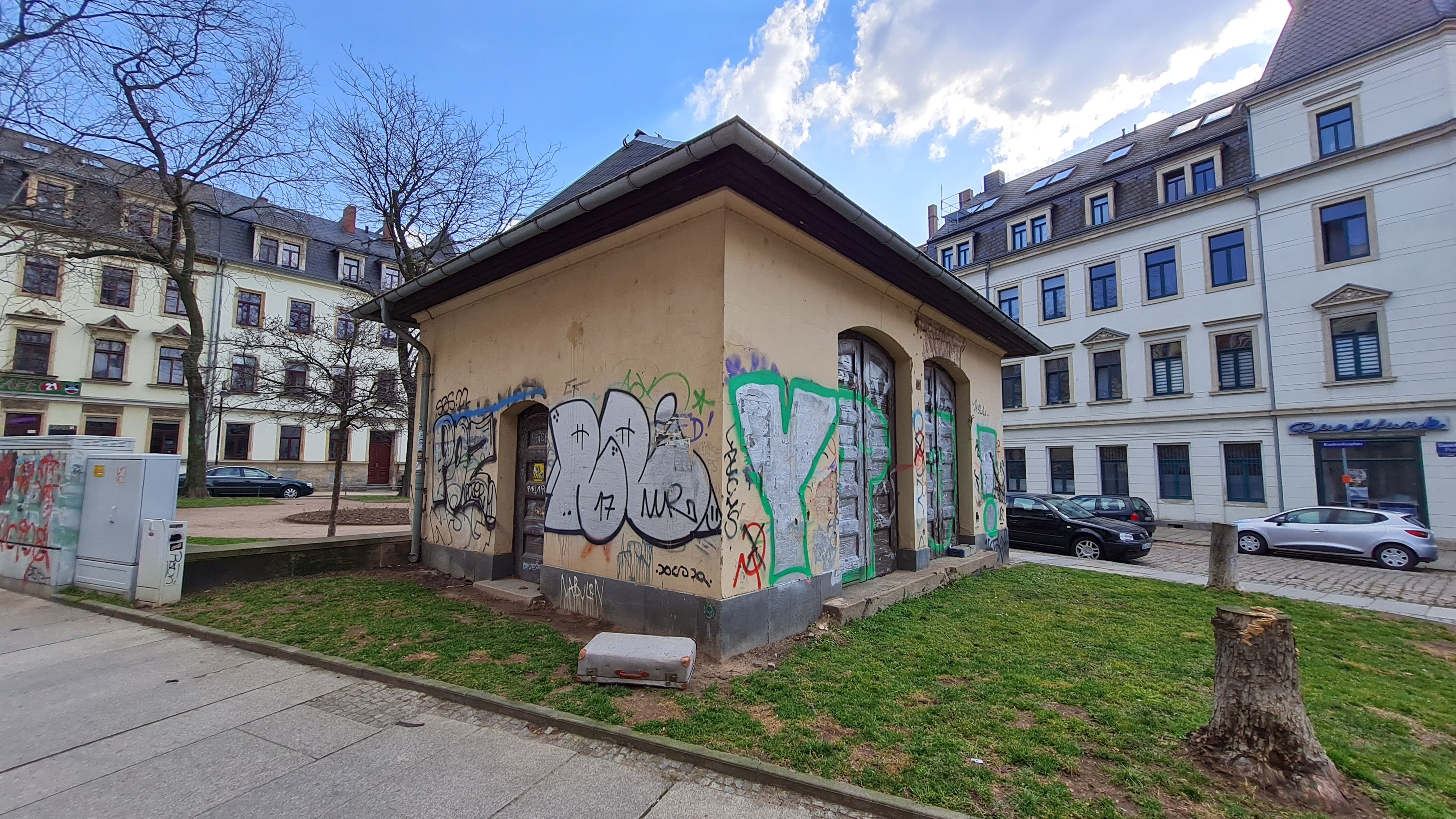
Konkordienplatz 2022
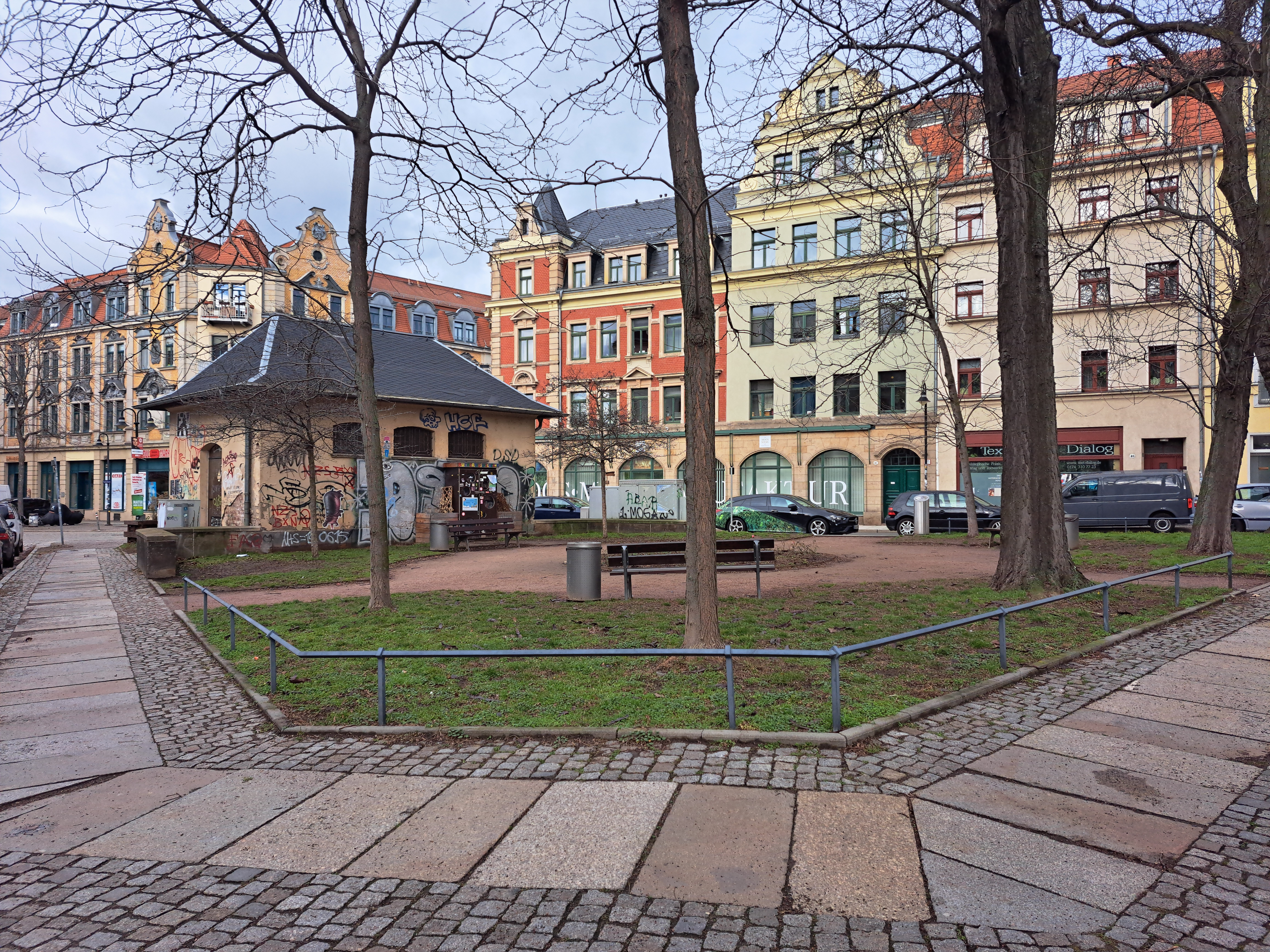
Konkordienplatz 2025
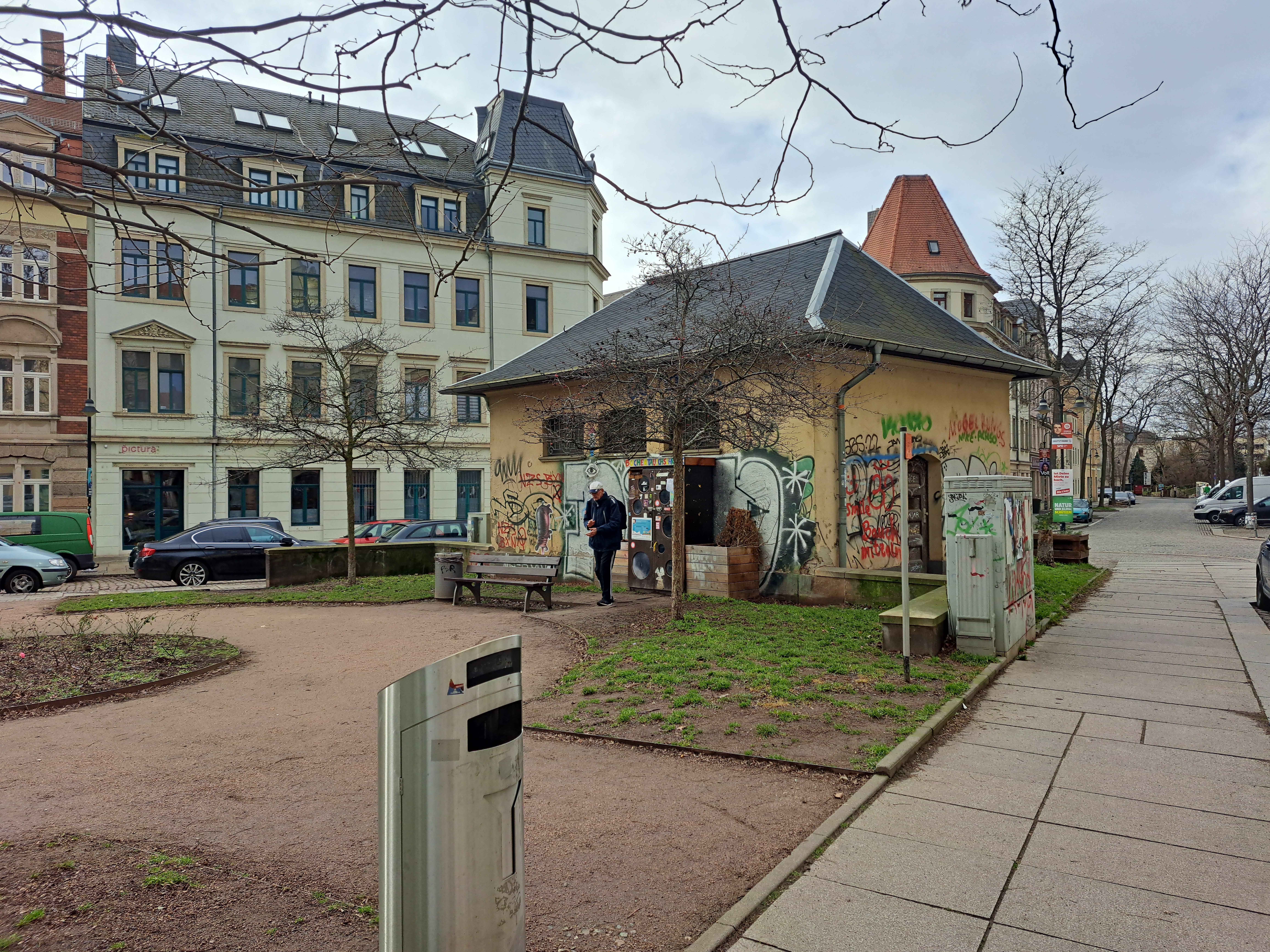
Konkordienplatz 2025
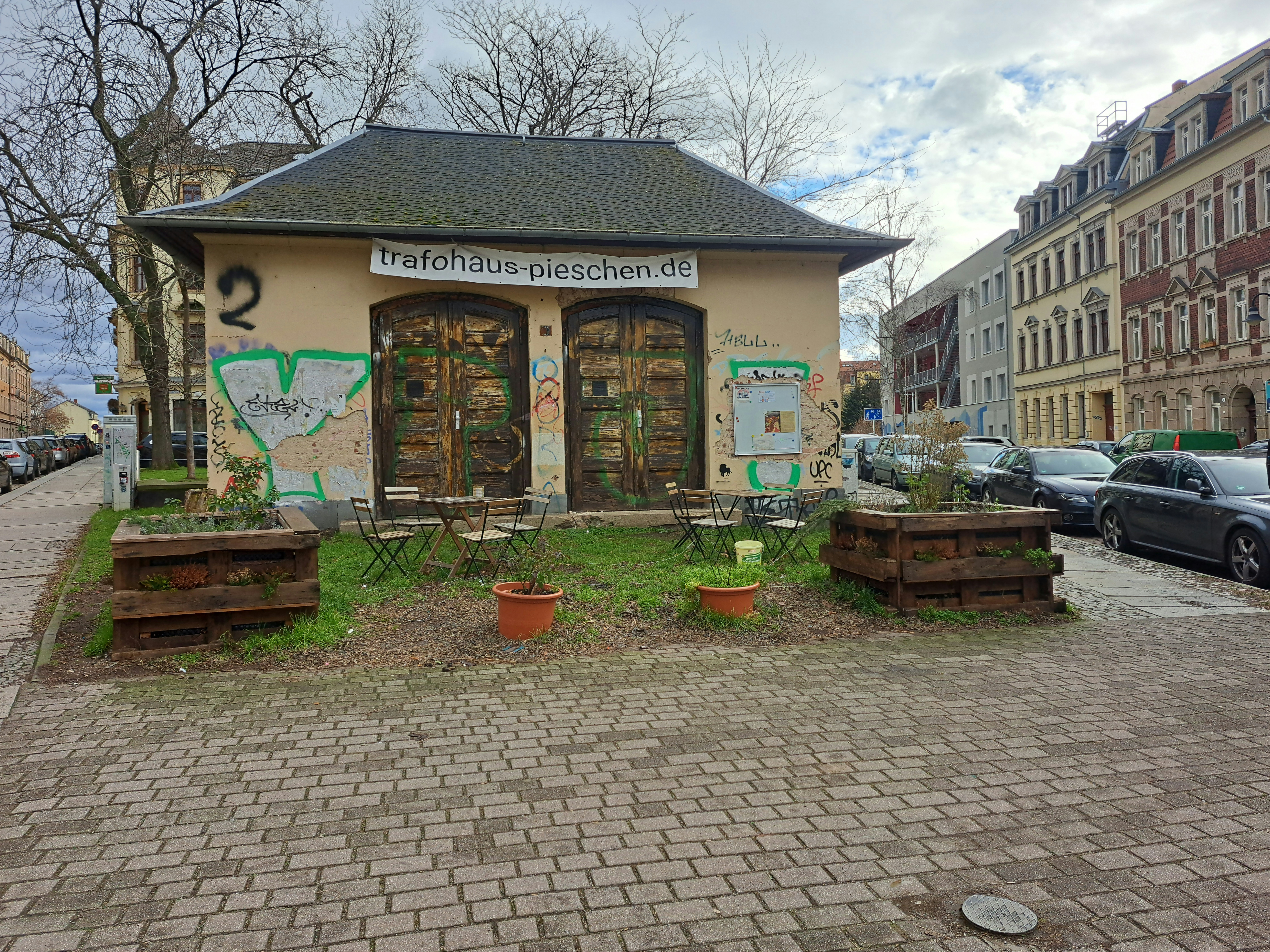
Konkordienplatz 2025
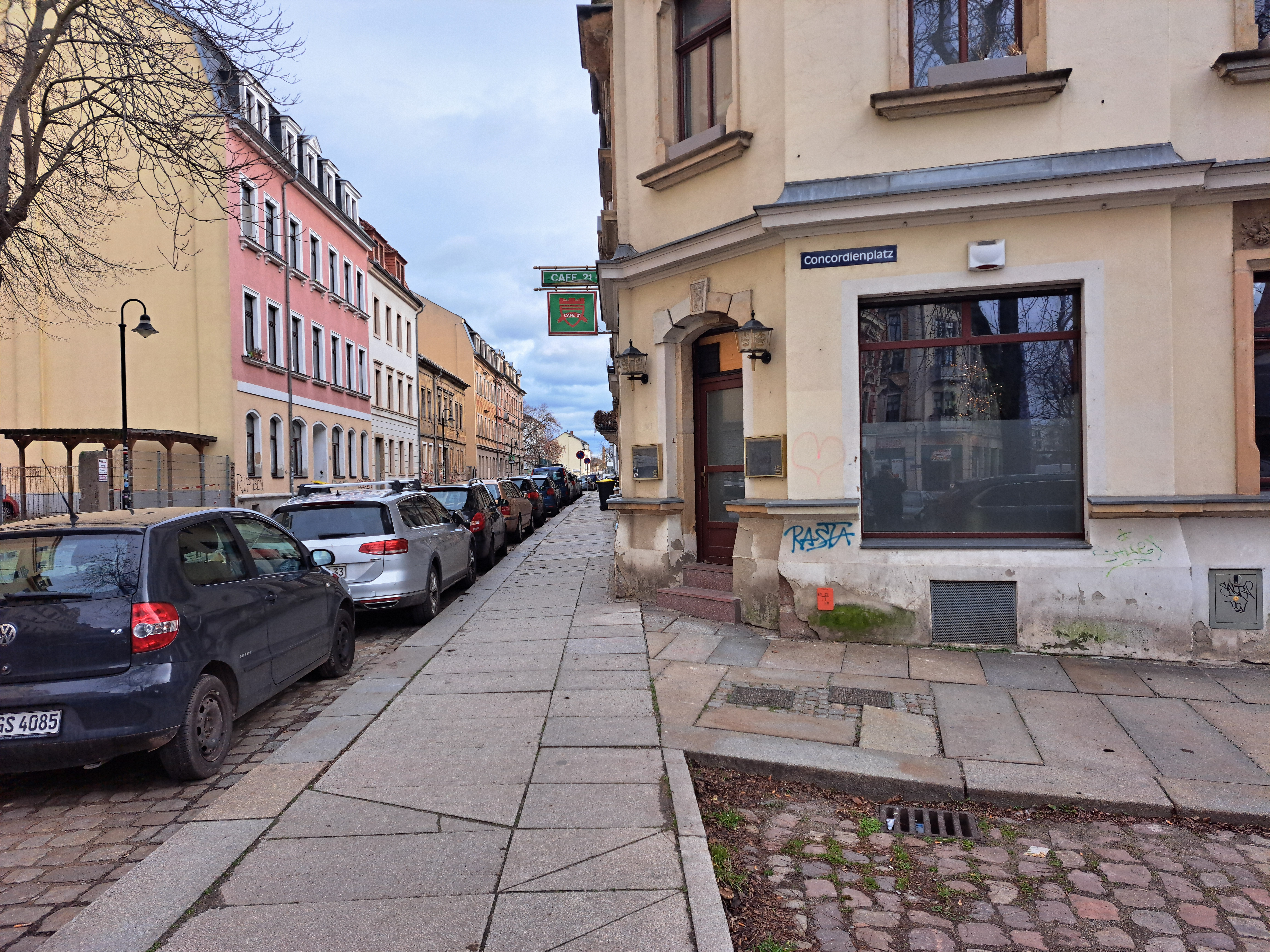
Konkordienplatz 2025

## Baumbestand des Konkordienplatz
Es erfolgten umfangreiche Baumbepflanzungen entlang der Fußwege. Durch die Umgestaltung der Straße wurden neue Baumpflanzungen getätigt. Die besonderen Wuchsformen, Ausprägungen und Verwachsungen unterschiedlichster Bäume und Gehölzen prägen den Konkordienplatz.
Der Baumbestand besteht aus folgenden dendrologischen Gehölzen:
- Crataegus crus-galli (Hahnensporn-Weißdorn)
- Gleditsia triacanthos (Dornenlose Gleditschie)
- Prunus padus (Traubenkirsche)
- Betula pendula (Sand-Birke)[2]